# Trichinella britovi
trichinella britovi responsable de una triquinelosis feral o silvestre en zonas templadas del Viejo Mundo. Responsable de la zoonosis trichinellosis. Se conocen ocho especies de Trichinella Su ciclo se desarrolla entre cánidos salvajes (lobos, chacales, zorros) y omnívoros y herbívoros (jabalí, caballo, cerdo de montanera).
A pesar de poder parasitar al cerdo doméstico y a las ratas, y ocasionalmente a humanos, en condiciones naturales no parece mantener su ciclo en los tres últimos hospedadores sin la intervención eventual de los reservorios de vida silvestre.